# اورینت اکسپرس (فیلم ۱۹۳۴)
اورینت اکسپرس (انگلیسی: Orient Express) یک فیلم درام آمریکایی به کارگردانی پل مارتین است که در سال ۱۹۳۴ منتشر شد. این فیلم بر پایهٔ «قطار استامبول» اثر گراهام گرین  ساخته شده است.

## بازیگران
- هدر آنجل
- نورمن فاستر
- رالف مورگن
- اونا اوکانر
- آیرین ویر
- دوروتی بورجس
- روی دارسی
- هربرت ماندین